# Veststupet
Veststupet (norwegisch für Westabgrund) ist ein Steilhang auf der antarktischen Peter-I.-Insel. Er liegt an der Nordflanke des Salen.
Wissenschaftler des Norwegischen Polarinstituts benannten ihn 1988.